# Делфин на Хектор
Делфин на Хектор, известен  още като новозеландски пъстър делфин (Cephalorhynchus hectori), е вид бозайник от семейство Делфинови (Delphinidae). Видът е застрашен от изчезване.

## Описание
Делфинът на Хектор е ендемит от Нова Зеландия. В момента е застрашен от изчезване. 
Те са едни от най-малките делфини. Видът, който през 1970 достига 30 000 индивида, в момента е само около 7000. 
Подвидът, наречен Maui’s dolphin (Cephalorhynchus hectori maui), през 2012 г. достига критично нисък брой делфини - 55.

## Външен вид
Основният им цвят е сив, като няколко нюанси са комбинирани - главата и перките им са тъмносиви, а коремът е бял. До очите имат тъмна маска. Характерна черта е почти закръглената гръбна перка с нисък профил. 
Дължината на делфина на Хектор е около 1,5 м. Достига тегло  до 40-60 кг. 
Женските индивиди достигат с 5-7% по-големи размери от мъжките. 
Максимална потвърдена възраст - 22 години.

## Начин на живот
Делфинът на Хектор е социален бозайник, който живее в група, която рядко надвишава 8 делфини. 
Животните са привързани към мястото, където живеят, и рядко се отдалечават на повече от 30 километра от него. 
За лов се събират в по-големи групи. Могат да правят серия от гмуркания, всяко от които трае по 80-90 секунди. 
За комуникация предпочитат да използват тракащи звуки. 
Хранят се с риба, мекотели, ракообразни. Установено е, че преследват рибарски кораби заради изпадаща от мрежата риба. 
Предпочитат плитки води до 100 метра. 
Нивото на миграцията е нищожно ниска - делфините от този вид не обичат потоци и не се отдалечават от мястото си на обитание.

## Размножаване
Мъжките индивиди достигат полова зрялост на възраст 5-9 години, а женските – на около 7 години. 
Средно през живота си женският индивид ражда до 4 бебета, основно в летния период. При раждането размерът е 60-80см, а теглото е 8-10 кг. Веднага след раждането майката избутва новородения делфин да поеме въздух, като издава тракащи звуци, за да научи нейния глас. По този начин малкото го запомня и в бъдеще го идентифицира без грешка. 
През първата година малките не се отдалечават от майка си на повече от 2-3 метра.

## Разпространение
Разпространен е около Нова Зеландия (Северен остров и Южен остров).